# Tadija Anušić
Tadija Anušić (Glavice, 1896. – Sinj, 26. siječnja 1942.), politički komesar Kamešničke partizanske čete i narodni heroj Jugoslavije.
Tadija je rođen 1896. godine u selu Glavice kod Sinja. Porijeklom je iz katoličke obitelji Anušića koji su najvjerojatnije došli u Sinj još 1699. godine iz Livna.
Za vrijeme Prvog svjetskog rata mobiliziran je u austro-ugarsku vojsku, kao mitraljezac, zbog zasluga u bici na Kobaridima unaprijeđen je u podoficira i odlikovan.
Prvi svjetski rat i pobuna u Boki kotorskoj utijecali su da se Tadija vrlo rano opredijeli za radnički pokret. U članstvo Komunističke partije Jugoslavije stupa 1920. godine. Veoma aktivno je radio na razvijanju revolucionarne aktivnosti na području Sinjske krajine. Na izborima 1920. godine bio je poslanički kandidat na listi KPJ za Sinj. Poslije uvođenja Šestosiječanjske diktature Tadija se ističe partijskim radom na selu.
Zbog revolucionarnog rada, stalno je proganjan od policije a 1926. godine je uhićen i podvrgnut mučenju. Poslije izlaska iz zatvora nastavio je s revolucionarnim djelovanjem, iako u strogoj ilegalnosti uspjelo mu je da 1933. godine formira četiri partijska ogranka u Sinjskoj krajini. Bio je član Pokrajinskog komiteta KPH za Dalmaciju. 1938. godine postaje i prvi sekretar tek osnovanog Kotarskog komiteta KPH za Sinj. Planirao je odlazak grupe omladinaca u Španjolsku kako bi se priključili republikancima u građanskom ratu ali je to otkriveno i spriječeno.
Bio je inicijator niza ekonomskih i političkih akcija, među kojima i štrajka radnika Tvornici opeke u Sinju te štrajka radnika na melioraciji Sinjskog polja, što je omogućilo da se Stranka radnog naroda, koju je organizirao 1938. godine osnaži,  politički afirmira i da istupi samostalno na općinskim izborima 1940. godine na kojima je njena lista dobila većinu i preuzela vlast u općinu Sinj u svoje ruke. Time je Sinj bio jedina općiina u Kraljevini Jugoslaviji u kojoj su komunisti osvojili vlast. Tadija je u sinjskoj općini obavljao funkciju zamjenika gradonačelnika.
Travanjski rat i okupacija Kraljevine Jugoslavije zatkela ga je u vojsci. Odmah poslije kapitulacije Jugoslovenske kraljevske vojske, poveo akciju za izvlačenje i skrivanje oružja i ratne opreme. Poslije dolaska u Sinj radio je na pripremama oružanog ustanka i prvim ustaničkim akcijama, služeći se vojnim iskustvom iz Prvog svjetskog rata.
Već 10. kolovoza 1941. godine odlazi na Dinaru s grupom od 65 naoružanih boraca. U prosincu iste godine formirana je Kamešnička partizanska četa u kojoj je Tadija postavljen za političkog komesara. Četa je izvršila niz uspješnih akcija i diverzija među kojima se posebno ističu: napad na žandarmerijsku stanicu na Panju 15. prosinca 1941. godine uz pomoć bosanskih partizana te napad na talijansku motoriziranu kolonu kod sela Čilaša, u blizini Sinja, u kojoj je bilo više od 1.500 talijanskih vojnika.
Zbog velike hladnoće 18. siječnja 1942. godine Tadijina četa se zadržala u selu Korita kod Sinja, ali su pred zoru talijani blokirali cijelo selo te je poslije kraće borbe Tadija je ranjen i zarobljen.
Nakon šest dana mučenja i pošto od njega nisu dobili nikakve informacije Tadija je izveden pred vojni sud i osuđen na smrt. Talijani su ga strijeljali u Sinju 26. siječnja 1942. godine.
Za narodnog heroja proglašen je 20. prosinca 1951. godine.

## Vanjske poveznice
- Biografija Tadije Anušića na sajtu Vojska.net